# Progress Wrestling/Championships
Dieser Artikel bietet eine Übersicht über die verschiedenen Titel der Promotion Progress Wrestling und deren Träger. Wie im Wrestling üblich ist die Vergabe der Titel nicht durch einen sportlichen Wettkampf geregelt, sondern wird im Rahmen einer Storyline vergeben.

## Progress World Championship

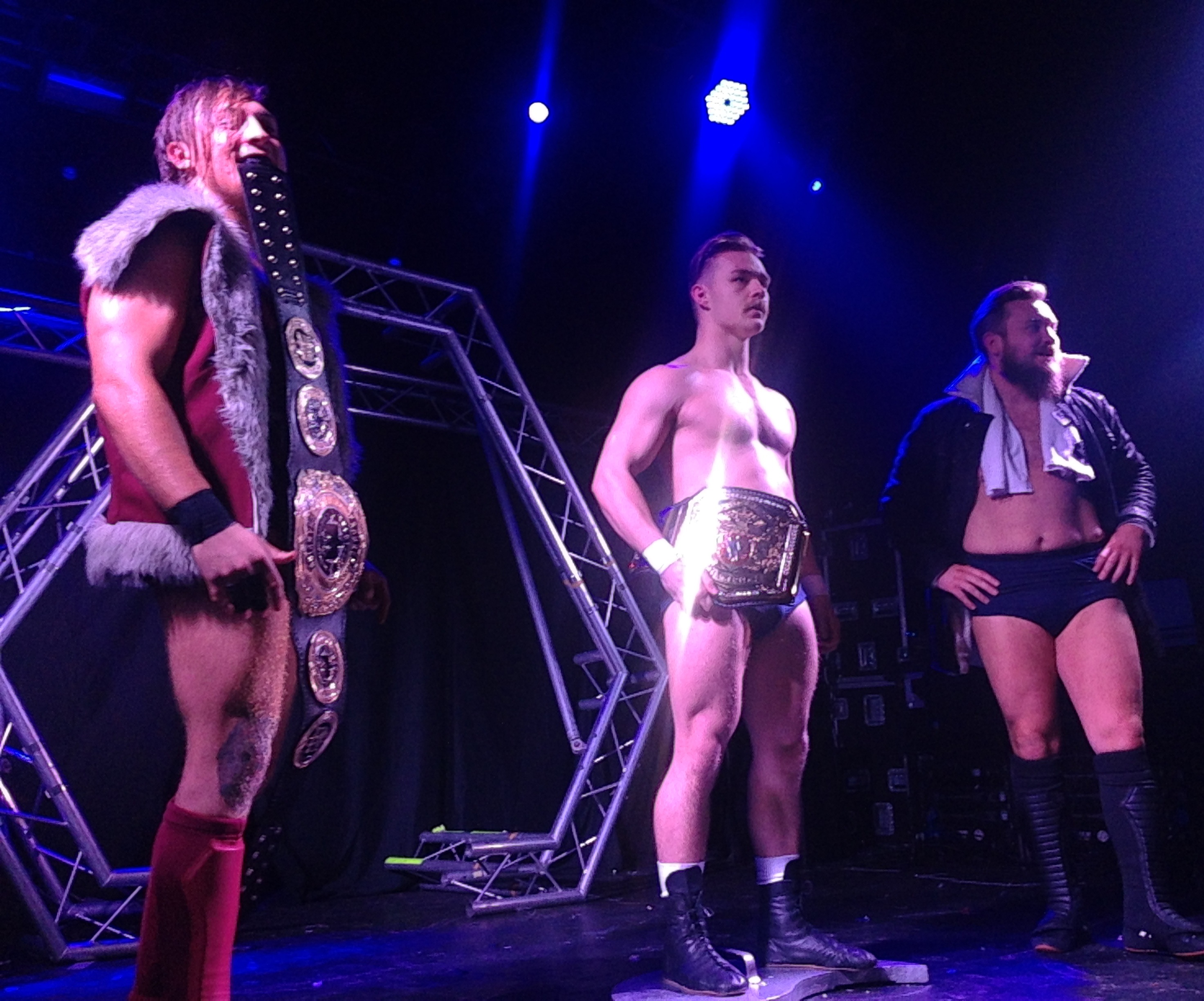
Pete Dunne (links) als Progress World Champion mit Tyler Bate (Mitte) und Trent Seven, den Tag-Team-Titelträgern

Der Haupttitel der Promotion wurde erstmals am 25. März 2017 bei der allerersten Veranstaltung der Promotion vergeben. Zu Beginn wurde er durch einen langen Stab mit einem Adlerkopf (dem Logo der Promotion) repräsentiert. Bei der Veranstaltung Chapter 16 am 30. November 2014 wurde das Design des Titels schließlich zu einem traditionellen Gürtel abgeändert. Die Austragung beschränkte sich nicht nur auf Shows im Vereinigten Königreich, Titelkämpfe wurden auch im Rahmen der WrestleCon Supershow in Dallas, Texas und in Italien am 30. April 2016 sowie in Irland am 16. Juli 2016 ausgetragen.

### Titelchronologie
| #  | Champion             | Nr. | Datum des Titelgewinns | Tage | Veranstaltung                                              | Ort                 | Bemerkung |
| -- | -------------------- | --- | ---------------------- | ---- | ---------------------------------------------------------- | ------------------- | --- |
| 1  | Nathan Cruz          | 1   | 25. März 2012          | 245  | Chapter One: In the Beginning                              | Highbury, London    | Besiegte Marty Scurll, El Ligero und Mike Mason in einem Tournament-Finale.                                                      |
| 2  | El Ligero            | 1   | 25. Nov. 2012          | 245  | Chapter Four: The Ballad of El Ligero                      | Highbury, London    | |
| 3  | Rampage Brown        | 1   | 28. Juli 2013          | 119  | Chapter Eight: The Big Boy’s Guide to Strong Style         | Highbury, London    | |
| 4  | Mark Andrews         | 1   | 24. Nov. 2013          | <1   | Chapter Ten: Glory Follows Virtue As If It Were Its Shadow | Highbury, London    | Setzte einen Herausforderung ein, die er in der Natural Progression Series erwarb.                                               |
| 5  | Jimmy Havoc          | 1   | 24. Nov. 2013          | 609  | Chapter Ten: Glory Follows Virtue As If It Were Its Shadow | Highbury, London    | Setzte im Anschluss an das vorhergehende Match eine Option auf einen Kampf ein, die ihm von Jim Smallmann zugesagt wurde.        |
| 6  | Will Ospreay         | 1   | 26. Juli 2015          | 182  | Chapter Twenty: ThunderBastard: Beyond Thunder Bastard     | Camden, London      | |
| 7  | Marty Scurll         | 1   | 24. Jan. 2016          | 154  | Chapter Twenty-Five: Chat Shit, Get Banged                 | Camden, London      | |
| 8  | Pastor William Eaver | 1   | 26. Juni 2016          | 35   | Chapter Thirty-Two: 5000 to 1                              | Camden, London      | Setzte einen Herausforderung ein, die er in der Natural Progression Series erwarb.                                               |
| 9  | Marty Scurll         | 2   | 31. Juli 2016          | 56   | Chapter Thirty-Three: Malice in Wonderland                 | Camden, London      | |
| 10 | Mark Haskins         | 1   | 25. Sep. 2016          | 35   | Chapter Thirty-Six: We’re Gonna Need a Bigger Room Again   | Brixton, London     | Triple-Threat-Match gegen Marty Scurll und Tommy End                                                                             |
| –  | Vakant               | –   | 30. Okt. 2016          | 35   | Chapter Thirty-Eight: When Men Throw Men At Men            | Camden, London      | Haskins trat wegen Verletzung zurück.                                                                                            |
| 11 | Pete Dunne           | 1   | 27. Nov. 2016          | 287  | Chapter Thirty-Eight: When Men Throw Men At Men            | Camden, London      | Dunne besiegte Jimmy Havoc, Matt Riddle, Sebastian, TK Cooper, Travis Bank und Trent Seven in einem Seven-Way-Elimination-Match. |
| 12 | Travis Banks         | 1   | 19. Sep. 2017          | 318  | Chapter 55: Chase the Sun                                  | Haringey, London    | |
| 13 | Walter               | 1   | 25. Juli 2018          | 417  | Chapter 74: Mid Week Matters                               | Camden Town, London | |
| 14 | Eddie Dennis         | 1   | 15. Sep. 2019          | 126  | Chapter 95: Still Chasing                                  | Haringey, London    | |
| –  | Vakant               | –   | 19. Jan. 2020          | –    | –                                                          | –                   | Dennis musste den Titel nach einer Schulterverletzung abgeben.                                                                   |
| 15 | Cara Noir            | 1   | 19. Jan. 2020          | 1890 | Chapter 101: Dalmatians                                    | Camden Town, London | Gewann den Titel in einem Four-Way-Match gegen Ilja Dragunov, Kyle Fletcher and Paul Robinson                                    |

### Statistik
|  | Derzeit amtierender Champion |

| Rank | Wrestler             | Anzahl | Tage |
| ---- | -------------------- | ------ | ---- |
| 1    | Cara Noir            | 1      | 1890 |
| 2    | Jimmy Havoc          | 1      | 609  |
| 3    | Walter               | 1      | 417  |
| 4    | Travis Banks         | 1      | 318  |
| 5    | Pete Dunne           | 1      | 287  |
| 6    | Nathan Cruz          | 1      | 245  |
| 6    | El Ligero            | 1      | 245  |
| 7    | Marty Scurll         | 2      | 210  |
| 9    | Will Ospreay         | 1      | 182  |
| 10   | Eddie Dennis         | 1      | 126  |
| 11   | Rampage Brown        | 1      | 119  |
| 12   | Pastor William Eaver | 1      | 35   |
| 12   | Mark Haskins         | 1      | 35   |
| 14   | Mark Andrews         | 1      | <1   |

## Progress Tag Team Championship
Bereits bei Chapter 9 am 29. September 2013 wurde der Progress Tag Team Championship angekündigt. Ein Turnier sollte über die Vergabe entscheiden. Erster Titelträger wurde FSU (Mark Andrews und Eddie Dennis), die am 30. März 2014 im Finale des Tournaments gewinnen durften. Wie bereits beim World Championship hatte der Titel zunächst eine ungewöhnliche Form: es handelte sich um ein Schild mit dem Logo von Progress Wrestling, das in zwei Teile gebrochen wurde. Im April 2017 wurde auch dieser Titel in einen Gürtel umgewandelt.
| #  | Champion                                                                        | Nr. | Datum des Titelgewinns | Tage | Veranstaltung                                                            | Ort                        | Bemerkung |
| -- | ------------------------------------------------------------------------------- | --- | ---------------------- | ---- | ------------------------------------------------------------------------ | -------------------------- | --- |
| 1  | FSU (Mark Andrews und Eddie Dennis)                                             | 1   | 30. März 2014          | 301  | Chapter Twelve: We’re Gonna Need a Bigger Room                           | Camden, London             | Besiegten Screw Indy Wrestling und Project Ego in einem Tournament-Finale |
| 2  | The Faceless/The Origin (Nathan Cruz, El Ligero, Danny Garnell and Damon Moser) | 1   | 25. Jan. 2015          | 120  | Chapter Seventeen: Harder, Better, Faster, Stronger                      | Camden, London             | The Faceless traten in unterschiedlichen Besetzungen mit Masken auf. Nachdem Danny Garnell und Damon Moser den Titel gewannen, demaskierten sie sich und benannten sich in The Origin um. |
| 3  | The Sumerian Death Squad (Tommy End und Michael Dante)                          | 1   | 25. Mai 2015           | 188  | Chapter Nineteen: Super Strong Style 16: Tournament Edition 2015 (Day 2) | Camden, London             | Besiegten Nathan Cruz und El Ligero |
| 4  | The Origin (Nathan Cruz und El Ligero)                                          | 2   | 29. Nov. 2015          | 182  | Chapter Twenty-Three: What a Time to Be Alive                            | Camden, London             | Besiegten The Sumerian Death Squad und The London Riots in einem Three-Way-Match. |
| 5  | The London Riots (Rob Lynch und James Davies)                                   | 1   | 29. Mai 2016           | 119  | Chapter Thirty: Super Strong Style 16 Tournament Edition 2016 (Day 1)    | Camden, London             | |
| 6  | British Strong Style (Trent Seven und Pete Dunne)                               | 1   | 25. Sep. 2016          | 82   | Chapter Thirty-Six: We’re Gonna Need a Bigger Room... Again              | Brixton, London            | |
| –  | Vakant                                                                          | –   | 16. Dez. 2016          | –    | –                                                                        | –                          | Titel wurde für vakant erklärt, nachdem Pete Dunne versuchte, den Titel an Tyler Bate weiterzugeben.                                                                                      |
| 7  | British Strong Style (Trent Seven (2) und Tyler Bate)                           | 1   | 30. Dez. 2016          | 177  | Chapter Forty-One: Unboxing Live                                         | Camden Town, London        | Three-Way-Match gegen The Riots und the LDRS of the New School |
| 8  | CCK (Chris Brookes und Kid Lykos)                                               | 1   | 27. Juni 2017          | 14   | Chapter Fifty: I Give It Six Months                                      | Camden Town, London        | |
| 9  | British Strong Style (Trent Seven (3) und Tyler Bate (2))                       | 2   | 9. Juli 2017           | 63   | Chapter Fifty-One: Screaming for Progress                                | Birmingham                 | Six-Man-Match (Pete Dunne, Trent Seven und Tyler Bate vs. Travis Banks, Chris Brookes und Kid Lykos)                                                                                      |
| 10 | CCK (Chris Brookes und Kid Lykos)                                               | 2   | 10. Sep. 2017          | 77   | Chapter 55: Chase the Sun                                                | Haringey, London           | |
| 11 | Grizzled Young Veterans (James Drake und Zack Gibson)                           | 1   | 26. Nov. 2017          | 77   | Chapter 58: Live Your Best Life                                          | Camden Town, London        | |
| 12 | Jimmy Havoc & Mark Haskins                                                      | 1   | 11. Feb. 2018          | 14   | Chapter 63: Take Me Underground                                          | O2 Ritz, Manchester        | |
| 13 | Grizzled Young Veterans (James Drake und Zack Gibson)                           | 2   | 25. Feb. 2019          | 160  | Chapter 64: Thunderbastards Are Go!                                      | Camden Town, London        | |
| 14 | CCK (Chris Brookes (2), Kid Lykos (2), Jonathan Gresham und AR Fox)             | 3   | 4. Aug. 2018           | 7    | USA Coast to Coast Tour 2018                                             | Philadelphia, Pennsylvania | Nach der Freebird Rule verteidigt, nachdem sich Kid Lykos auf der Tour verletzte. |
| 15 | Flamita und Bandido                                                             | 1   | 11. Aug. 2018          | 50   | USA Coast to Coast Tour 2018                                             | Chicago, Illinois          | Nach der Freebird Rule verteidigt, nachdem sich Kid Lykos auf der Tour verletzte. |
| 16 | Aussie Open (Kyle Fletcher und Mark Davis)                                      | 1   | 30. Sep. 2018          | 91   | Chapter 76: Hello Wembley                                                | Wembley, London            | Gewannen ein Tag-Team-Match gegen Flamita & Bandido, Sexy Starr, M&M, Anti-Fun Police, Calamari Thatch Kings, Grizzled Young Veterans and The 198                                         |
| 17 | Swords of Essex (Will Ospreay und Paul Robinson)                                | 1   | 30. Dez. 2018          | 91   | Chapter 82: Unboxing Live                                                | Camden Town, London        | |
| 18 | Aussie Open (Kyle Fletcher und Mark Davis)                                      | 2   | 30. März 2019          | 49   | Chapter 87: Breadknife                                                   | Camden Town, London        | Gewannen ein TLC-Match gegen die Titelträger |
| 19 | Grizzled Young Veterans (James Drake und Zack Gibson)                           | 3   | 28. Juli 2019          | 49   | Chapter 93: Cheer Up Juice                                               | Camden Town, London        | |
| 20 | Jordan Devlin und Scotty Davis                                                  | 1   | 15. Sep. 2019          | 278  | Chapter 95: Still Chasing                                                | Haringey, London           | Gewannen ein Natural Progression Series-Titelmatch gegen die Titelträger und Aussie Open.                                                                                                 |
| –  | Vakanz                                                                          | 1   | 19. Juni 2019          | –    | –                                                                        | –                          | Beiden Wrestlern wurden nach #SpeakingOut-Vorwürfen die Titel entzogen. |

### Statistik
| Rang | Team                                                                                          | Anzahl | Tage |
| ---- | --------------------------------------------------------------------------------------------- | ------ | ---- |
| 1    | FSU (Mark Andrews und Eddie Dennis)                                                           | 1      | 301  |
| 2    | Grizzled Young Veterans (James Drake und Zack Gibson)                                         | 2      | 286  |
| 3    | Jordan Devlin und Scotty Davis                                                                | 1      | 278  |
| 4    | British Strong Style (Trent Seven und Tyler Bate)                                             | 2      | 240  |
| 5    | Aussie Open (Kyle Fletcher und Mark Davis)                                                    | 2      | 210  |
| 6    | The Sumerian Death Squad (Tommy End und Michael Dante)                                        | 1      | 188  |
| 7    | The Origin (Nathan Cruz und El Ligero)                                                        | 1      | 182  |
| 8    | The Origin/The Faceless (Nathan Cruz (2), El Ligero (2), Danny Garnell und Damon Moser)       | 1      | 120  |
| 9    | London Riots (Rob Lynch und James Davis)                                                      | 1      | 119  |
| 10   | CCK (Chris Brookes und Kid Lykos) (3.: Chris Brookes, Kid Lykos, Jonathan Gresham und AR Fox) | 4      | 119  |
| 11   | Swords Of Essex (Will Ospreay und Paul Robinson)                                              | 1      | 091  |
| 12   | British Strong Style (Trent Seven und Pete Dunne)                                             | 1      | 082  |
| 13   | Flamita und Bandido                                                                           | 1      | 050  |
| 14   | Jimmy Havoc und Mark Haskins                                                                  | 1      | 014  |
| 14   | CCK (Chris Brookes, Kid Lykos, Jonathan Gresham und AR Fox)                                   | 1      | 007  |

|  | Derzeit amtierender Champion |

| Rang | Wrestler         | Anzahl | Tage insgesamt |
| ---- | ---------------- | ------ | -------------- |
| 1    | Trent Seven      | 3      | 312            |
| 2    | Nathan Cruz      | 2      | 302            |
| 3    | El Ligero        | 2      | 302            |
| 4    | Mark Andrews     | 1      | 301            |
| 5    | Eddie Dennis     | 1      | 301            |
| 6    | James Drake      | 3      | 286            |
| 7    | Zack Gibson      | 3      | 286            |
| 8    | Jordan Devlin    | 1      | 278            |
| 9    | Scotty Davis     | 1      | 278            |
| 10   | Tyler Bate       | 2      | 240            |
| 11   | Kyle Fletcher    | 2      | 210            |
| 12   | Mark Davis       | 2      | 210            |
| 13   | Tommy End        | 1      | 188            |
| 14   | Michael Dante    | 1      | 188            |
| 15   | Danny Garnell    | 1      | 120            |
| 16   | Damon Moser      | 1      | 120            |
| 15   | Damon Moser      | 1      | 120            |
| 15   | Danny Garnell    | 1      | 120            |
| 17   | Rob Lynch        | 1      | 119            |
| 17   | James Davis      | 11     | 119            |
| 19   | Chris Brookes    | 3      | 098            |
| 19   | Kid Lykos        | 3      | 098            |
| 21   | Will Ospreay     | 1      | 091            |
| 21   | Paul Robinson    | 1      | 091            |
| 23   | Pete Dunne       | 1      | 082            |
| 24   | Flamita          | 1      | 050            |
| 24   | Bandido          | 1      | 050            |
| 26   | Jimmy Havoc      | 1      | 014            |
| 26   | Mark Haskins     | 1      | 014            |
| 28   | Jonathan Gresham | 1      | 007            |
| 28   | AR Fox           | 1      | 007            |

## Progress Atlas Championship
Der Progress Atlas Championship wird nur an Wrestler vergeben, die mehr als 205 Pound auf die Waage bringen und damit über dem Cruisergewicht liegen. Es sei darauf hingewiesen, dass es sich bei den Angaben auf den Wrestling-Seiten und von der Promotion meist um fiktive Angaben handelt, das tatsächliche Gewicht spielt im Rahmen der Storyline keine Rolle.
| # | Champion      | Nr. | Datum des Titelgewinns | Tage | Veranstaltung                                                     | Ort                | Bemerkung                                                                                          |
| - | ------------- | --- | ---------------------- | ---- | ----------------------------------------------------------------- | ------------------ | -------------------------------------------------------------------------------------------------- |
| 1 | Rampage Brown | 1   | 25. Sep. 2016          | 112  | Chapter Thirty-Six: We’re Gonna Need a Bigger Room Again          | Brixton, London    | Gewann ein Tournament-Finale                                                                       |
| 2 | Matt Riddle   | 1   | 15. Jan. 2017          | 175  | Chapter Forty-Two: Life, the Universe and Wrestling               | Birmingham         | |
| 3 | Walter        | 1   | 7. Sep. 2017           | 34   | Chapter Fifty-One: Screaming for PROGRESS                         | Birmingham         | |
| 4 | Matt Riddle   | 2   | 17. Aug. 2017          | 29   | Progress New York City                                            | New York City, USA | |
| 5 | Walter        | 2   | 10. Sep. 2017          | 238  | Chapter 55: Chase the Sun                                         | Haringey, London   | |
| – | Vakanz        | –   | 6. Mai 2018            | –    | Chapter 68: Super Strong Style 16 Tournament Edition 2018 - Day 3 | Haringey, London   | |
| 6 | Doug Williams | 1   | 20. Mai 2018           | 132  | Chapter 69: Be Here Now                                           | Manchester         | Besiegte Joseph Conners, Rampage Brown und Rob Lynch.                                              |
| 7 | Trent Seven   | 1   | 30. Sep. 2018          | 217  | Chapter 76: Hello Wembley                                         | Wembley, London    | |
| 8 | Walter        | 3   | 5. Mai 2019            | 77   | Chapter 88: Super Strong Style 16                                 | Harringey, London  | Nach dem Sieg wurde er mit der Progress World Championship vereinigt, aber noch nicht deaktiviert. |
| – | Deaktiviert   | –   | 21. Juli 2019          | –    | –                                                                 | –                  | Wurde durch den Proteus Championship ersetzt.                                                      |

### Statistik
|  | Derzeit amtierende Champions |

| Rang | Wrestler      | Anzahl | Tage |
| ---- | ------------- | ------ | ---- |
| 1    | Walter        | 2      | 349  |
| 2    | Trent Seven   | 1      | 217  |
| 3    | Matt Riddle   | 2      | 204  |
| 4    | Doug Williams | 1      | 132  |
| 5    | Rampage Brown | 1      | 112  |

## Progress Women’s Championship
Am 14. April 2016 wurde innerhalb der Natural Progression Series IV ein Tournament angekündigt, das den ersten Frauen-Champion von Progression krönen sollte. Das Turnier begann im Oktober 2016. Die erste Titelträgerin Toni Storm wurde während des Wochenendes vom 27. bis 29. Mai 2017 im Rahmen der Veranstaltung Super Strong Style 16 ermittelt.

### Titelträger
| # | Champion       | Nr. | Datum des Titelgewinns | Tage  | Veranstaltung                                          | Ort                 | Bemerkung                                                                                         |
| - | -------------- | --- | ---------------------- | ----- | ------------------------------------------------------ | ------------------- | ------------------------------------------------------------------------------------------------- |
| 1 | Toni Storm     | 1   | 28. Mai 2017           | 357   | Chapter Forty-Nine: Super Strong Style 16 2017 (Tag 2) | Camden, London      | Gewann das Turnierfinale gegen Jinny und Laura Di Matteo.                                         |
| 2 | Jinny          | 1   | 20. Mai 2018           | 224   | Chapter 69: Be Here Now                                | Manchester, England |                                                                                                   |
| 3 | Jordynne Grace | 1   | 30. Dez. 2018          | 259   | Chapter 82: Unboxing Live                              | Camden Town, London |                                                                                                   |
| 4 | Meiko Satomura | 1   | 15. Sep. 2019          | 91    | Chapter 95: Still Chasing                              | Haringey, London    |                                                                                                   |
| 5 | Jinny          | 2   | 15. Dez. 2019          | 482   | Chapter 99: With a Flake, Please                       | Sheffield           |                                                                                                   |
| – | Vakant         | –   | 10. Apr. 2021          | –     | –                                                      | –                   | Titel wurde vakant, da Jinnys Vertrag Auftritte außerhalb von WWE während der Pandemie untersagt. |
| 6 | Kanji          | 1   | 22. Mai 2021           | 84    |                                                        | London              |                                                                                                   |
| – | Vakant         | –   | 14. Aug. 2021          | –     | –                                                      | –                   |                                                                                                   |
| 7 | Gisele Shaw    | 1   | 14. Aug. 2021          | 1316+ |                                                        | London              |                                                                                                   |

### Statistik
|  | Derzeit amtierende Champions |

| Rang | Wrestler       | Anzahl | Tage  |
| ---- | -------------- | ------ | ----- |
| 1    | Jinny          | 2      | 706   |
| 2    | Toni Storm     | 1      | 357   |
| 3    | Jordynne Grace | 1      | 259   |
| 4    | Gisele Shaw    | 1      | 1316+ |
| 5    | Meiko Satomura | 1      | 91    |
| 6    | Kanji          | 1      | 84    |